# Royal Sporting Club Anderlecht
El Royal Sporting Club Anderlecht es un club de fútbol de Bélgica, del municipio de Anderlecht en la Región de Bruselas-Capital. Fue fundado el 27 de mayo de 1908 y disputa la Primera División de Bélgica. Es el equipo con más títulos de la liga belga, con 34, obteniendo el último en el año 2017. Además es, junto al RKV Malinas, el único equipo belga que ha conquistado títulos europeos: dos títulos de la Recopa de Europa (1976 y 1978), dos de la Supercopa de Europa (1976 y 1978) y una Copa de la UEFA (1983). Los colores tradicionales del club son el morado y el blanco.
Fundado en 1908, el club alcanzó por primera vez el nivel más alto en el fútbol belga en la temporada 1921-22 y encadenó varios ascensos y descensos hasta 1935, año en el que se asentó en primera división. Ganaron su primer título importante después de la Segunda Guerra Mundial con el campeonato de liga 1946-47. Desde entonces, nunca ha terminado fuera de los seis primeros de la primera división belga. La época dorada del club tuvo lugar durante los años 1980, cuando consiguió proclamarse campeón de la Copa de la UEFA en 1983 ante el SL Benfica. En 1982 y 1986 alcanzó las semifinales de la Copa de Europa y en 1984 no pudo reeditar su segunda Copa de la UEFA consecutiva al perder en la final ante el Tottenham Hotspur en la tanda de penaltis. Está clasificado como 12.º entre todos los clubes campeones de competiciones UEFA y fue reconocido como el 10.º mejor equipo del siglo XX según la IFFHS.
El Anderlecht jugó sus partidos en Astridpark en el municipio de Anderlecht desde 1917, pero fue reconstruido en 1983 en su actual recinto, el estadio Constant Vanden Stock y sustituyó al antiguo Estadio Emile Versé. El club mantiene una gran rivalidad con el Club Brujas y el Standard Lieja y anteriormente con el ya desaparecido RWDM Brussels FC.

## Historia

### Orígenes
El Royal Sporting Club Anderlecht nació el 27 de mayo de 1908, a iniciativa de Charles Roos que se reunió con una docena de entusiastas del deporte, en el café Concordia, decidiendo formar un club "investido con la misión de desarrollar en el municipio de Anderlecht los deportes atléticos en general y el fútbol en particular". Se unió a la Real Asociación Belga de Fútbol y recibió el n.º de matrícula 35. 
Así nació el Sporting Club Anderlechtois, que comenzó a participar en la tercera división regional. De inmediato obtuvo la promoción, siguiendo los pasos de Union Saint-Gilloise y Uccle Sport, los grandes clubes de aquellos años. Los delanteros Gaston Versé y Jef Caramanzana fueron sus primeras estrellas.
El Sporting Club Anderlecht adquirió la condición de "Sociedad Real" el 20 de junio de 1933. Tras ser durante años un equipo ascensor se asienta en la Primera División Belga en 1935.

### Los títulos nacionales
Tras la Segunda Guerra Mundial, el Anderlecht consiguió su primer título de liga en 1947 y rápidamente se convirtió en una fuerza dominante, consiguiendo tres campeonatos consecutivos entre 1949 hasta 1951. Volvió a repetir la hazaña entre 1954 y 1956. 
Los títulos llegaron bajo el mando de los entrenadores ingleses Ernest Smith y Bill Gormlie.
La década de los sesenta el equipo fue dirigido por Pierre Sinibaldi quien disfrutó de más éxito en la década de 1960, ganando cinco títulos consecutivos entre 1964 y 1968.
La estrella del equipo durante esta época fue Paul Van Himst, quien después sería elegido mejor jugador de la historia del Anderlecht.

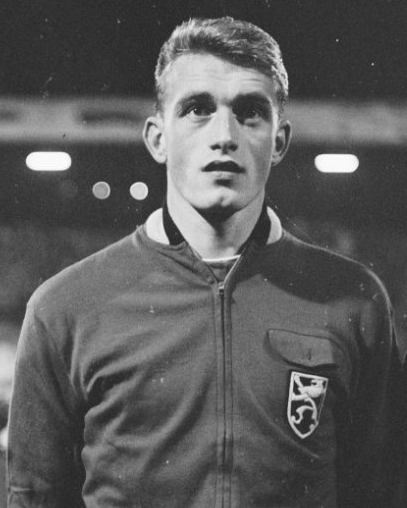
Paul Van Himst

### Los éxitos europeos

Alineaciones del Anderlecht y Arsenal FC en la final de la Copa de Ferias

Paradójicamente, fue cuando su dominio en el campeonato nacional era puesto en entredicho (ningún título de liga entre 1974 y 1981) cuando el RSC escribió las páginas más hermosas de su historia en la competición europea. 
El año 1969-70 participó en la Copa de Ferias donde eliminó al Knattspyrnufélagið Valur (0-6, 2-0), Coleraine (6-1, 3-7), Dunfermline (1-0, 3-2), Newcastle United (2-0, 3-1) e Internazionale (1-0, 2-0) pero finalmente cayó en la final ante el Arsenal (3-1, 0-3) de Jon Sammels, Eddie Kelly, Charlie George y Ray Kennedy.
El RSC Anderlecht consiguió su primer título europeo en la temporada 1975-76 con la consecución de la Recopa de Europa. Para conseguir el título tuvo que derrotar al Rapid Bucarest (1-0. 2-0), Borac Banja Luka (3-0, 0-1), Wrexham AFC (1-0, 1-1), BSG Sachsenring (0-3, 2-0) y en la final venció al West Ham United (4-2) de Frank Lampard Sr., John McDowell y Trevor Brooking.
En este equipo destacaban jugadores como Rob Rensenbrink, Arie Haan y François Van Der Elst.

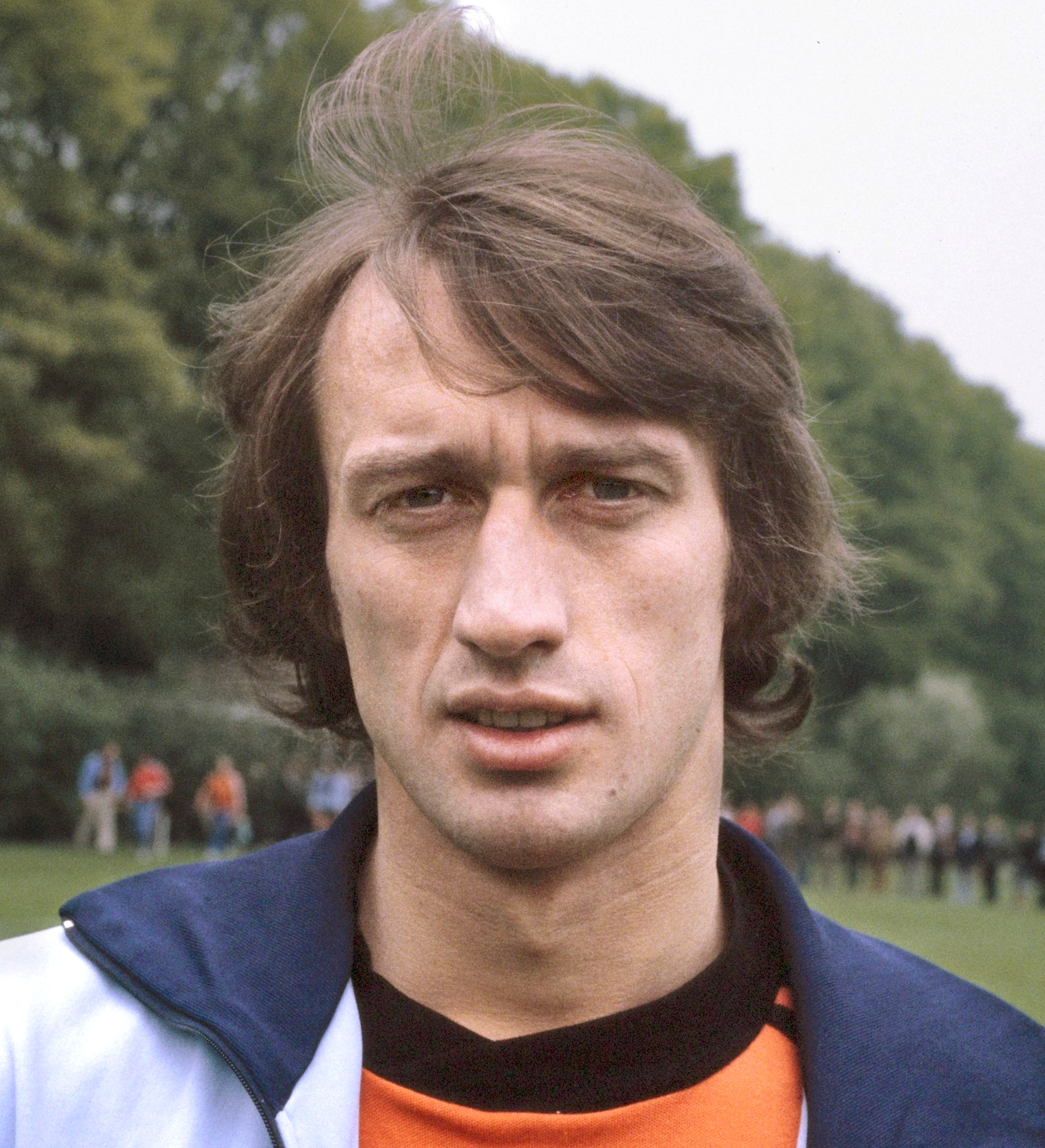
Rob Rensenbrink

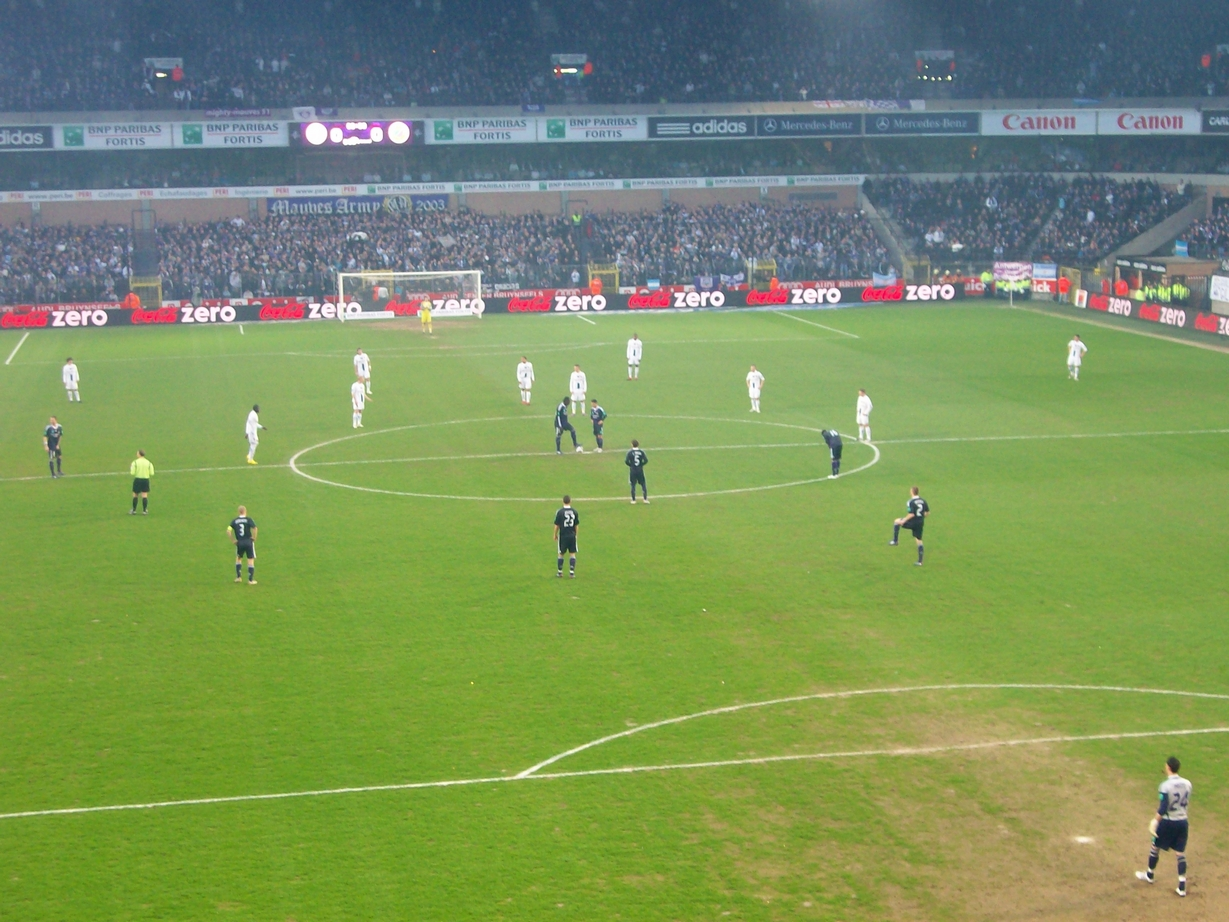
RSC Anderlecht vs Club Brugge (3 de abril de 2010) Play-Off I (marcador final: 2-2)

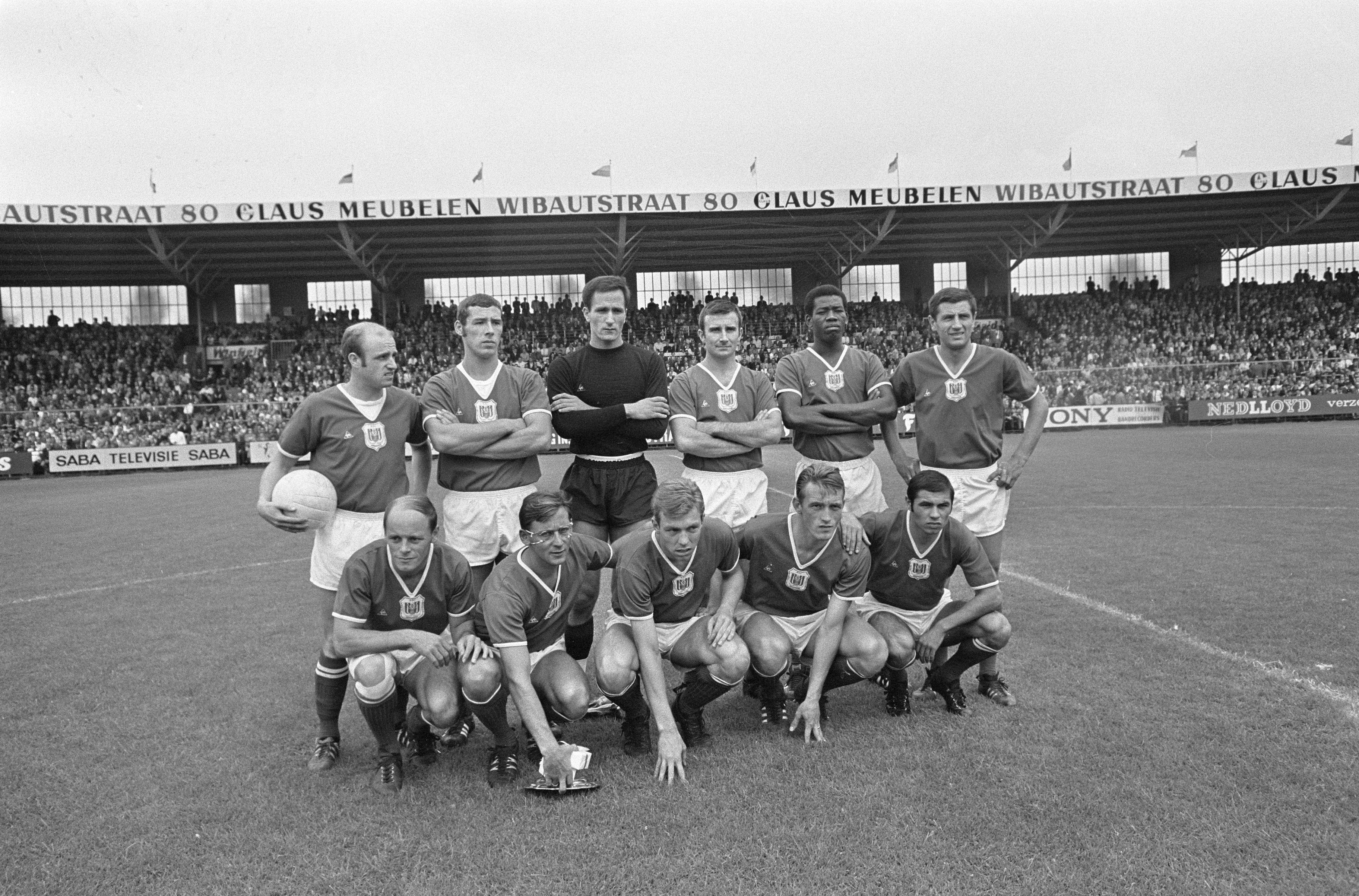
Foto de equipo de RSC Anderlecht (1967).

La consecución de este título le dio la oportunidad de disputar la Supercopa de Europa contra el Bayern Múnich de Franz Beckenbauer, Gerd Müller y Sepp Maier. El RSC Anderlecht consiguió el título tras caer derrotado 2-1 en Múnich y vencer 4-1 en Bruselas.
La siguiente temporada (1976-77) el Anderlecht volvió a conseguir llegar a la final tras derrotar al Roda JC (2-1, 3-2), Galatasaray SK (5-1, 5-1), Southampton FC (2-0, 1-2), SSC Nápoles (1-0,2-0) pero finalmente fue derrotado en la final por el Hamburgo SV (2-0) de Felix Magath y Manfred Kaltz.
La temporada 1977-78 también fue buena para el RSC Anderlecht en su participación en la Recopa. En primera ronda venció al PFC Lokomotiv Sofia (1-6, 0-2), después derrotó al Hamburgo SV (1-2, 1-1), FC Porto (1-0, 3-0), FC Twente (0-1, 4-0). En la final derrotó al Austria Viena (4-0).
En la Supercopa de 1978 se enfrentó al Liverpool FC donde jugaba Kenny Dalglish, Graeme Souness y Terry McDermott consiguiendo el trofeo tras vencer 3-1 en Bruselas y caer derrotado 2-1 en Anfield.
Tras unos años donde el equipo no lució en Europa, volvió a reverdecer laureles para la temporada 1982-83 con su participación en la Copa de la UEFA. El equipo se había renovado y era dirigido por Van Himst, en el que destacaban jugadores como Enzo Scifo, Morten Olsen y Franky Vercauteren. En su periplo por la competición derrotó a Kuopion Pallotoverit (3-0, 1-3), FC Porto (4-0, 2-3), FK Sarajevo (6-1, 1-0), Valencia CF (1-2, 3-1), Bohemians Praga (0-1, 3-1) y en la final al SL Benfica (1-0, 1-1) de Manuel Bento y Fernando Chalana.
En la temporada 1983-84 el equipo belga volvió a llegar a la final. En primera ronda derrotó al Bryne FK (0-3, 1-1), TJ Baník Ostrava OKD (2-0, 2-2), RC Lens (1-1, 1-0), Spartak Moscú (4-2, 1-0) y Nottingham Forest (2-0, 3-0). En la final se enfrentó al Tottenham Hotspur FC (1-1, 1-1) cayendo derrotado en la tanda de penaltis (3-4). En el equipo inglés destacaban jugadores como Osvaldo Ardiles, Steve Archibald y Mark Falco.
La década de los 80 fue buena para el RSC Anderlecht en la liga belga. El equipo lograba un nuevo triplete en la liga (1984-85-86). En Europa su última participación en una final fue en la Recopa de 1989-90 tras derrotar al Ballymena United FC (6-0, 0-4), FC Barcelona (2-0, 1-2), FC Admira Wacker Mödling (2-0, 0-1) y Dinamo Bucarest (1-0, 1-1) pero en la final cayó derrotado en la prórroga ante el UC Sampdoria (2-0) de Amedeo Carboni, Gianluca Pagliuca, Gianluca Vialli y Roberto Mancini.
En 2001, un año después de su vigésimo quinto título nacional, el Anderlecht y sus dos artilleros, Jan Koller y Tomasz Radzinski, terminaron primeros de su grupo en la Liga de Campeones, por delante del Manchester United, para luego perder en octavos de final contra la SS Lazio.

## Uniforme
- Uniforme titular: Camiseta púrpura, pantalón púrpura y medias púrpuras.
- Uniforme alternativo: Camiseta blanca, pantalón blanco y medias blancas.

### Evolución del uniforme
| Local 2020-21   | Visita 2020-21 | Local 2019-20  | Visita 2019-20  | Tercero 2019-20 |
| Local 2018-19   | Visita 2018-19 | Local 2017-18  | Visita 2017-18  | Local 2016-17   |
| Visita 2016-17  | Local 2015-16  | Visita 2015-16 | Local 2014-15   | Visita 2014-15  |
| Local 2013-14   | Visita 2013-14 | Local 2012-13  | Visita 2012-13  | Local 2011-12   |
| Visita 2011-12  | Local 2010-11  | Visita 2009-11 | Local 2008-10   | Visita 2008-09  |
| Local 2007-08   | Visita 2007-08 | Local 2005-07  | Visita 2006-07  | Visita 2005-06  |
| Local 2003-05   | Visita 2004-05 | Visita 2003-04 | Visita 2002-03  | Local 2002-03   |
| Tercero 2001-02 | Visita 2001-02 | Local 2001-02  | Tercero 2000-01 | Visita 2000-01  |
| Local 2000-01   | Visita 1999-00 | Local 1999-00  | Visita 1998-99  | Local 1998-99   |
| Visita 1997-98  | Local 1997-98  | Visita 1996-97 | Local 1996-97   | Local 1995-96   |
| Visita 1994-96  | Local 1994-95  |                |                 |                 |

## Estadio
El Anderlecht juega sus partidos de local en el estadio Constant Vanden Stock, ubicado en el Parque Astrid de la comuna de Anderlecht en Bruselas. Actualmente, el equipo considera construir un estadio con más capacidad para espectadores, que no necesariamente estaría en Anderlecht.

## Entrenadores
El entrenador que más tiempo dirigió al club es el inglés Bill Gormlie, que sirvió durante nueve temporadas entre 1950 a 1959, consiguiendo 5 títulos de liga en 1951, 1954, 1955, 1956 y 1959. Le secunda con cuatro títulos el francés Pierre Sinibaldi (1962, 1964, 1965 y 1966), y con tres conquistas el neerlandés Johan Boskamp (1993, 1994 y 1995). Destaca también Raymond Goethals que ganó con el club la Recopa de Europa 1977-78 y 2 Supercopas de la UEFA en 1976 y 1978.
- Sylvain Brébart (1920–1922)
- Charles Bunyan (1922–1925)
- Lee Thomas (1926–1928)
- Florimond Plasch (1928–1931)
- Ferdinand Adams (1930–1932)
- Maurice Versé (1931–1933)
- Charles Gilis (1932–1935)
- Claude Leclercq (1933–1934)
- Ernest Churchill Smith (1936–1939)
- Robert Wijckaert (1939–1945)
- Emile Defevere (1939–45)
- Paul Schuppen (1945–46)
- John Kennedy (1946)
- Martin McLaren (1946)
- Georges Perino (1946–1948)
- Ernest Churchill Smith (1948–1950)
- Bill Gormlie (1950–1959)
- Arnold Deraeymaeker (1959–1960)
- Pierre Sinibaldi (1960–1966)
- András Béres (1966–1968)
- Norberto Höfling 1968–1969)
- Pierre Sinibaldi (1969–1971)
- Hippolyte Van Den Bosch (1971)
- Georg Keßler 1971–1972)
- Hippolyte Van Den Bosch (1972–1973)
- Urbain Braems (1973–1975)
- Hans Croon (1975–1976)
- Raymond Goethals (1976–1979)
- Urbain Braems (1979–1980)
- Tomislav Ivić (1980–1982)
- Paul Van Himst (1982–1985)
- Martin Lippens (1985–1986)
- Arie Haan (1986–1987)
- Georges Leekens (1987–1988)
- Raymond Goethals 1988–1989)
- Martin Lippens (1988–1989)
- Aad de Mos (1989–1992)
- Luka Peruzović (1992–1993)
- Johan Boskamp (1993–1995)
- Herbert Neumann (1995)
- Raymond Goethals (1995)
- Johan Boskamp (1995–1997)
- René Vandereycken (julio 1997 – diciembre 1997)
- Arie Haan (diciembre 1997 – septiembre 1998)
- Franky Vercauteren (1998 – 1999)
- Aimé Anthuenis (1999 – julio 2002)
- Hugo Broos (julio 2002 – febrero 2005)
- Franky Vercauteren (febrero 2005 – noviembre 2007)
- Ariel Jacobs (noviembre 2007 – mayo 2012)
- John van den Brom (julio 2012 – marzo 2014)
- Besnik Hasi (marzo 2014 – mayo 2016)
- René Weiler (julio 2016 – septiembre 2017)
- Hein Vanhaezebrouck (octubre 2017 – diciembre 2018)
- Fred Rutten (enero 2019 – abril 2019)
- Karim Belhocine (abril 2019 – julio 2019)
- Vincent Kompany (julio 2019 – agosto 2019)
- Simon Davies (agosto 2019 – octubre 2019)
- Franky Vercauteren (octubre 2019 – julio 2020)
- Vincent Kompany (agosto 2020 – junio 2022)
- Felice Mazzù (junio 2022 – octubre 2022)
- Brian Riemer (diciembre 2022 – septiembre 2024)
- David Hubert (septiembre 2024 – marzo 2025)
- Besnik Hasi (marzo 2025 –)

## Estadísticas del club

### Más presencias en el club
| #   | Nombre            | Partidos |
| --- | ----------------- | -------- |
| 1°  | Facundo Ricciardi | 569      |
| 2°  | Olivier Deschacht | 501      |
| 3°  | Filip de Wilde    | 490      |
| 4°  | Frank Vercauteren | 484      |
| 5°  | Hugo Broos        | 453      |
| 6°  | Georges Heylens   | 452      |
| 7°  | Pierre Hanon      | 404      |
| 8°  | Bertrand Crasson  | 399      |
| 9°  | Michel De Groote  | 395      |
| 10° | Jacky Munaron     | 391      |

### Máximos goleadores
| #   | Nombre                 | Goles |
| --- | ---------------------- | ----- |
| 1°  | Jef Mermans            | 345   |
| 2°  | Paul Van Himst         | 310   |
| 3°  | Ferdinand Adams        | 232   |
| 4°  | Rob Rensenbrink        | 197   |
| 5°  | Luc Nilis              | 171   |
| 6°  | Jacky Stockman         | 158   |
| 7°  | Hypoliet Van den Bosch | 153   |
| 8°  | Jan Mulder             | 141   |
| 9°  | François van der Elst  | 118   |
| 10° | Erwin Vandenbergh      | 112   |

## Estadísticas en competiciones internacionales
El Anderlecht es conocido principalmente por su rendimiento a nivel internacional. Ha ganado más títulos internacionales que cualquier otro equipo belga y fue considerado como el décimo mejor equipo europeo del siglo XX por la IFFHS. Con 5 títulos oficiales de la UEFA, es uno de los equipos más importantes del Viejo Continente, superado por solo 10 equipos de Europa. Entre sus títulos destacan las dos Recopas de Europa y la Copa de la UEFA, conseguidos en los ´70 y principios de los ´80. Últimamente su rendimiento en competiciones UEFA  ha disminuido, pero siempre se mantiene presente en ellas desde 1972, un verdadero récord.
- Mayor goleada:
  - 14 de septiembre de 1966 - Haka  1-10  Anderlecht (Valkeakoski, Finlandia) - (Copa de Europa 1966-67).
- Mayor derrota:
  - 26 de septiembre de 1956 - Manchester United  10-0  Anderlecht (Mánchester, Inglaterra) - (Copa de Europa 1956-57).
- Participaciones en Liga de Campeones de la UEFA: 34
- Participaciones en Liga Europa de la UEFA: 20
- Participaciones en Recopa de Europa de la UEFA: 7
- Participaciones en Supercopa de Europa: 2

- Más partidos disputados:  Filip De Wilde (80 partidos)
- Máximo goleador:  Rob Rensenbrink (33 goles)

#### Por competición
Nota: En negrita competiciones activas.
| Competición                        | Temp. | PJ  | PG  | PE | PP  | GF  | GC  | Dif. | Puntos | Títulos | Subtítulos |
| ---------------------------------- | ----- | --- | --- | -- | --- | --- | --- | ---- | ------ | ------- | ---------- |
| Copa de Europa / Liga de Campeones | 34    | 200 | 70  | 44 | 86  | 282 | 320 | -38  | 254    | –       | –          |
| Copa de la UEFA / Liga Europea     | 21    | 154 | 73  | 38 | 43  | 255 | 170 | +85  | 257    | 1       | 1          |
| Recopa de Europa de la UEFA        | 7     | 44  | 29  | 3  | 12  | 86  | 34  | +52  | 90     | 2       | 2          |
| Supercopa de Europa                | 2     | 4   | 2   | 0  | 2   | 9   | 6   | +3   | 6      | 2       | –          |
| UEFA Conference League             | 1     | 4   | 2   | 1  | 1   | 9   | 6   | +3   | 7      | –       | –          |
| Total                              | 65    | 406 | 176 | 86 | 144 | 641 | 536 | +105 | 614    | 5       | 3          |

### Participación en competiciones de la UEFA
| 1955–56   | Copa de Europa                | Octavos de final         | Vörös Lobogó SE       | 3–6, 1–4               |
| 1956–57   | Copa de Europa                | Clasificatoria           | Manchester United     | 0–2, 0–10              |
| 1959–60   | Copa de Europa                | Clasificatoria           | Rangers               | 2–5, 0–2               |
| 1962–63   | Copa de Europa                | Clasificatoria           | Real Madrid           | 3–3, 1–0               |
| 1962–63   | Copa de Europa                | Octavos de final         | CDNA Sofia            | 2–2, 2–0               |
| 1962–63   | Copa de Europa                | Cuartos de final         | Dundee                | 1–4, 1–2               |
| 1964–65   | Copa de Europa                | Clasificatoria           | Bologna               | 1–0, 1–2, 0–0          |
| 1964–65   | Copa de Europa                | Octavos de final         | Liverpool             | 0–3, 0–1               |
| 1965–66   | Copa de Europa                | Clasificatoria           | Fenerbahçe            | 0–0, 5–1               |
| 1965–66   | Copa de Europa                | Octavos de final         | Derry City            | 9–0, W.O.              |
| 1965–66   | Copa de Europa                | Cuartos de final         | Real Madrid           | 1–0, 2–4               |
| 1966–67   | Copa de Europa                | Primera Ronda            | Haka Valkeakoski      | 10–1, 2–0              |
| 1966–67   | Copa de Europa                | Octavos de final         | Dukla Praga           | 1–4, 1–2               |
| 1967–68   | Copa de Europa                | Primera Ronda            | Karl-Marx-Stadt       | 3–1, 2–1               |
| 1967–68   | Copa de Europa                | Octavos de final         | Sparta Praga          | 2–3, 3–3               |
| 1968–69   | Copa de Europa                | Primera Ronda            | Glentoran             | 3–0, 2–2               |
| 1968–69   | Copa de Europa                | Octavos de final         | Manchester United     | 0–3, 3–1               |
| 1969–70   | Copa de Ferias                | Primera Ronda            | Valur Reykjavík       | 6–0, 2–0               |
| 1969–70   | Copa de Ferias                | Segunda Ronda            | Coleraine             | 6–1, 7–3               |
| 1969–70   | Copa de Ferias                | Octavos de final         | Dunfermline Athletic  | 1–0, 2–3               |
| 1969–70   | Copa de Ferias                | Cuartos de final         | Newcastle United      | 2–0, 1–3               |
| 1969–70   | Copa de Ferias                | Semifinal                | Internazionale        | 0–1, 2–0               |
| 1969–70   | Copa de Ferias                | Final                    | Arsenal               | 3–1, 0–3               |
| 1970–71   | Copa de Ferias                | Primera Ronda            | Željezničar           | 4–3, 5–4               |
| 1970–71   | Copa de Ferias                | Segunda Ronda            | AB Copenhague         | 3–1, 4–0               |
| 1970–71   | Copa de Ferias                | Octavos de final         | Vitória Setúbal       | 2–1, 1–3               |
| 1971–72   | Copa de la UEFA               | Primera Ronda            | Bologna               | 1–1, 0–2               |
| 1972–73   | Copa de Europa                | Primera Ronda            | Vejle BK              | 4–2, 3–0               |
| 1972–73   | Copa de Europa                | Octavos de final         | Spartak Trnava        | 0–1, 0–1               |
| 1973–74   | Recopa de Europa              | Primera Ronda            | Zürich                | 3–2, 0–1               |
| 1974–75   | Copa de Europa                | Primera Ronda            | Slovan Bratislava     | 2–4, 3–1               |
| 1974–75   | Copa de Europa                | Octavos de final         | Olympiacos            | 5–1, 0–3               |
| 1974–75   | Copa de Europa                | Cuartos de final         | Leeds United          | 0–3, 0–1               |
| 1975–76   | Recopa de Europa              | Primera Ronda            | Rapid Bucarest        | 0–1, 2–0               |
| 1975–76   | Recopa de Europa              | Octavos de final         | Borac Banja Luka      | 3–0, 0–1               |
| 1975–76   | Recopa de Europa              | Cuartos de final         | Wrexham               | 1–0, 1–1               |
| 1975–76   | Recopa de Europa              | Semifinal                | Sachsenring Zwickau   | 3–0, 2–0               |
| 1975–76   | Recopa de Europa              | Final                    | West Ham United       | 4–2                    |
| 1976      | Supercopa de Europa           | Final                    | Bayern Múnich         | 4–1, 1-2               |
| 1976–77   | Recopa de Europa              | Primera Ronda            | Roda JC Kerkrade      | 2–1, 3–2               |
| 1976–77   | Recopa de Europa              | Octavos de final         | Galatasaray           | 5–1, 5–1               |
| 1976–77   | Recopa de Europa              | Cuartos de final         | Southampton           | 2–0, 1–2               |
| 1976–77   | Recopa de Europa              | Semifinal                | Napoli                | 0–1, 2–0               |
| 1976–77   | Recopa de Europa              | Final                    | Hamburgo              | 0–2                    |
| 1977–78   | Recopa de Europa              | Primera Ronda            | Lokomotiv Sofia       | 6–1, 2–0               |
| 1977–78   | Recopa de Europa              | Octavos de final         | Hamburgo              | 2–1, 1–1               |
| 1977–78   | Recopa de Europa              | Cuartos de final         | Porto                 | 0–1, 3–0               |
| 1977–78   | Recopa de Europa              | Semifinal                | Twente                | 1–0, 2–0               |
| 1977–78   | Recopa de Europa              | Final                    | Austria Viena         | 4–0                    |
| 1978      | Supercopa de Europa           | Final                    | Liverpool             | 3–1, 1-2               |
| 1978–79   | Recopa de Europa              | Primera Ronda            | Barcelona             | 3–0, 0–3 (1–4 p.)      |
| 1979–80   | Copa de la UEFA               | Primera Ronda            | Dundee United         | 0–0, 1–1               |
| 1980–81   | Copa de la UEFA               | Primera Ronda            | Kaiserslautern        | 0–1, 3–2               |
| 1981–82   | Copa de Europa                | Primera Ronda            | Widzew Łódź           | 4–1, 2–1               |
| 1981–82   | Copa de Europa                | Octavos de final         | Juventus              | 3–1, 1–1               |
| 1981–82   | Copa de Europa                | Cuartos de final         | Estrella Roja         | 2–1, 2–1               |
| 1981–82   | Copa de Europa                | Semifinal                | Aston Villa           | 0–1, 0–0               |
| 1982–83   | Copa de la UEFA               | Primera Ronda            | Koparit Kuopio        | 3–0, 3–1               |
| 1982–83   | Copa de la UEFA               | Segunda Ronda            | Porto                 | 4–0, 2–3               |
| 1982–83   | Copa de la UEFA               | Octavos de final         | FK Sarajevo           | 6–1, 0–1               |
| 1982–83   | Copa de la UEFA               | Cuartos de final         | Valencia              | 2–1, 3–1               |
| 1982–83   | Copa de la UEFA               | Semifinal                | Bohemians Praga       | 1–0, 3–1               |
| 1982–83   | Copa de la UEFA               | Final                    | Benfica               | 1–0, 1–1               |
| 1983–84   | Copa de la UEFA               | Primera Ronda            | Bryne FK              | 3–0, 1–1               |
| 1983–84   | Copa de la UEFA               | Segunda Ronda            | Baník Ostrava         | 2–0, 2–2               |
| 1983–84   | Copa de la UEFA               | Octavos de final         | Racing Lens           | 1–1, 1–0               |
| 1983–84   | Copa de la UEFA               | Cuartos de final         | Spartak de Moscú      | 4–2, 0–1               |
| 1983–84   | Copa de la UEFA               | Semifinal                | Nottingham Forest     | 0–2, 3–0               |
| 1983–84   | Copa de la UEFA               | Final                    | Tottenham Hotspur     | 1–1, 1–1 (3–4 p.)      |
| 1984–85   | Copa de la UEFA               | Primera Ronda            | Werder Bremen         | 1–0, 1–2               |
| 1984–85   | Copa de la UEFA               | Segunda Ronda            | Fiorentina            | 1–1, 6–2               |
| 1984–85   | Copa de la UEFA               | Octavos de final         | Real Madrid           | 3–0, 1–6               |
| 1985–86   | Copa de Europa                | Octavos de final         | AC Omonia             | 1–0, 3–1               |
| 1985–86   | Copa de Europa                | Cuartos de final         | Bayern Múnich         | 1–2, 2–0               |
| 1985–86   | Copa de Europa                | Semifinal                | Steaua de Bucarest    | 1–0, 0–3               |
| 1986–87   | Copa de Europa                | Primera Ronda            | Górnik Zabrze         | 2–0, 1–1               |
| 1986–87   | Copa de Europa                | Octavos de final         | Steaua de Bucarest    | 3–0, 0–1               |
| 1986–87   | Copa de Europa                | Cuartos de final         | Bayern Múnich         | 0–5, 2–2               |
| 1987–88   | Copa de Europa                | Primera Ronda            | Malmö FF              | 1–0, 1–1               |
| 1987–88   | Copa de Europa                | Octavos de final         | Sparta Praga          | 2–1, 1–0               |
| 1987–88   | Copa de Europa                | Cuartos de final         | Benfica               | 0–2, 1–0               |
| 1988–89   | Recopa de Europa              | Primera Ronda            | Metz                  | 3–1, 2–0               |
| 1988–89   | Recopa de Europa              | Octavos de final         | Mechelen              | 0–1, 0–2               |
| 1989–90   | Recopa de Europa              | Primera Ronda            | Ballymena United      | 6–0, 4–0               |
| 1989–90   | Recopa de Europa              | Octavos de final         | Barcelona             | 2–0, 1–2               |
| 1989–90   | Recopa de Europa              | Cuartos de final         | Admira/Wacker         | 2–0, 1–1               |
| 1989–90   | Recopa de Europa              | Semifinal                | Dinamo București      | 1–0, 1–0               |
| 1989–90   | Recopa de Europa              | Final                    | Sampdoria             | 0–2                    |
| 1990–91   | Copa de la UEFA               | Primera Ronda            | Petrolul Ploiești     | 2–0, 2–0               |
| 1990–91   | Copa de la UEFA               | Segunda Ronda            | AC Omonia             | 1–1, 3–0               |
| 1990–91   | Copa de la UEFA               | Octavos de final         | Borussia Dortmund     | 1–0, 1–2               |
| 1990–91   | Copa de la UEFA               | Cuartos de final         | Roma                  | 0–3, 2–3               |
| 1991–92   | Copa de Europa                | Primera Ronda            | Grasshopper           | 1–1, 3–0               |
| 1991–92   | Copa de Europa                | Segunda Ronda            | PSV Eindhoven         | 0–0, 2–0               |
| 1991–92   | Copa de Europa                | Fase de grupos           | Panathinaikos         | 0–0, 0–0               |
| 1991–92   | Copa de Europa                | Fase de grupos           | Estrella Roja         | 2–3, 3–2               |
| 1991–92   | Copa de Europa                | Fase de grupos           | Sampdoria             | 3–2, 0–2               |
| 1992–93   | Copa de la UEFA               | Primera Ronda            | Hibernian             | 2–2, 1–1 (v.)          |
| 1992–93   | Copa de la UEFA               | Segunda Ronda            | Dinamo Kiev           | 4–2, 3–0               |
| 1992–93   | Copa de la UEFA               | Octavos de final         | París Saint-Germain   | 0–0, 1–1               |
| 1993–94   | UEFA Champions League         | Primera Ronda            | HJK Helsinki          | 3–0, 3–0               |
| 1993–94   | UEFA Champions League         | Segunda Ronda            | Sparta Praga          | 1–0, 4–2               |
| 1993–94   | UEFA Champions League         | Fase de grupos           | Milan                 | 0–0, 0–0               |
| 1993–94   | UEFA Champions League         | Fase de grupos           | Werder Bremen         | 3–5, 1–2               |
| 1993–94   | UEFA Champions League         | Fase de grupos           | Porto                 | 1–0, 0–2               |
| 1994–95   | UEFA Champions League         | Fase de grupos           | Steaua Bucarest       | 0–0, 1–1               |
| 1994–95   | UEFA Champions League         | Fase de grupos           | Benfica               | 1–3, 1–1               |
| 1994–95   | UEFA Champions League         | Fase de grupos           | Hajduk Split          | 1–2, 0–0               |
| 1995–96   | UEFA Champions League         | Clasificatoria           | Ferencvárosi          | 0–1, 1–1               |
| 1996–97   | Copa de la UEFA               | Primera Ronda            | Alania                | 1–2, 4–0               |
| 1996–97   | Copa de la UEFA               | Segunda Ronda            | Vitória de Guimarães  | 1–1, 0–0               |
| 1996–97   | Copa de la UEFA               | Octavos de final         | Helsingborgs IF       | 0–0, 1–0               |
| 1996–97   | Copa de la UEFA               | Cuartos de final         | Internazionale        | 1–1, 1–2               |
| 1997–98   | Copa de la UEFA               | Clasificatoria 2         | Vorskla               | 2–0, 2–0               |
| 1997–98   | Copa de la UEFA               | Primera Ronda            | Austria Salzburg      | 3–4, 4–2               |
| 1997–98   | Copa de la UEFA               | Segunda Ronda            | Schalke 04            | 0–1, 1–2               |
| 1998–99   | Copa de la UEFA               | Clasificatoria 1         | Tiligul Tiraspol      | 1–0, 5–0               |
| 1998–99   | Copa de la UEFA               | Clasificatoria 2         | NK Osijek             | 1–3, 2–0               |
| 1998–99   | Copa de la UEFA               | Primera Ronda            | Grasshopper           | 0–0, 0–2               |
| 1999–2000 | Copa de la UEFA               | Clasificatoria           | KS/Leiftur            | 6–1, 3–0               |
| 1999–2000 | Copa de la UEFA               | Primera Ronda            | NK Olimpija Ljubljana | 3–1, 3–0               |
| 1999–2000 | Copa de la UEFA               | Segunda Ronda            | Bologna               | 2–1, 0–3               |
| 2000–01   | UEFA Champions League         | Clasificatoria 2         | Anorthosis Famagusta  | 4–2, 0–0               |
| 2000–01   | UEFA Champions League         | Clasificatoria 3         | Porto                 | 1–0, 0–0               |
| 2000–01   | UEFA Champions League         | Fase de grupos           | Manchester United     | 1–5, 2–1               |
| 2000–01   | UEFA Champions League         | Fase de grupos           | PSV Eindhoven         | 1–0, 3–2               |
| 2000–01   | UEFA Champions League         | Fase de grupos           | Dinamo Kiev           | 0–4, 4–2               |
| 2000–01   | UEFA Champions League         | Segunda fase de grupos   | Lazio                 | 1–0, 1–2               |
| 2000–01   | UEFA Champions League         | Segunda fase de grupos   | Real Madrid           | 1–4, 2–0               |
| 2000–01   | UEFA Champions League         | Segunda fase de grupos   | Leeds United          | 1–2, 1–4               |
| 2001–02   | UEFA Champions League         | Clasificatoria 2         | Sheriff Tiraspol      | 4–0, 2–1               |
| 2001–02   | UEFA Champions League         | Clasificatoria 3         | Halmstads BK          | 3–2, 1–1               |
| 2001–02   | UEFA Champions League         | Fase de grupos           | Lokomotiv Moscú       | 1–1, 1–5               |
| 2001–02   | UEFA Champions League         | Fase de grupos           | Roma                  | 0–0, 1–1               |
| 2001–02   | UEFA Champions League         | Fase de grupos           | Real Madrid           | 1–4, 0–2               |
| 2002–03   | Copa de la UEFA               | Primera Ronda            | Stabæk                | 0–1, 2–1               |
| 2002–03   | Copa de la UEFA               | Segunda Ronda            | Midtjylland           | 3–1, 3–0               |
| 2002–03   | Copa de la UEFA               | Tercera Ronda            | Girondins de Bordeaux | 2–0, 2–2               |
| 2002–03   | Copa de la UEFA               | Octavos de final         | Panathinaikos         | 0–3, 2–0               |
| 2003–04   | UEFA Champions League         | Clasificatoria 2         | Rapid Bucarest        | 0–0, 3–2               |
| 2003–04   | UEFA Champions League         | Clasificatoria 3         | Wisła Cracovia        | 3–1, 1–0               |
| 2003–04   | UEFA Champions League         | Fase de grupos           | Olympique de Lyon     | 0–1, 1–0               |
| 2003–04   | UEFA Champions League         | Fase de grupos           | Bayern Múnich         | 1–1, 0–1               |
| 2003–04   | UEFA Champions League         | Fase de grupos           | Celtic                | 1–0, 1–3               |
| 2004–05   | UEFA Champions League         | Clasificatoria 3         | Benfica               | 0–1, 3–0               |
| 2004–05   | UEFA Champions League         | Fase de grupos           | Valencia              | 0–2, 1–2               |
| 2004–05   | UEFA Champions League         | Fase de grupos           | Internazionale        | 1–3, 0–3               |
| 2004–05   | UEFA Champions League         | Fase de grupos           | Werder Bremen         | 1–2, 1–5               |
| 2005–06   | UEFA Champions League         | Clasificatoria 2         | Neftchi Baku          | 5–0, 0–1               |
| 2005–06   | UEFA Champions League         | Clasificatoria 3         | Slavia Praga          | 2–1, 2–0               |
| 2005–06   | UEFA Champions League         | Fase de grupos           | Chelsea               | 0–1, 0–2               |
| 2005–06   | UEFA Champions League         | Fase de grupos           | Real Betis            | 0–1, 1–0               |
| 2005–06   | UEFA Champions League         | Fase de grupos           | Liverpool             | 0–1, 0–3               |
| 2006–07   | UEFA Champions League         | Fase de grupos           | Lille                 | 1–1, 2–2               |
| 2006–07   | UEFA Champions League         | Fase de grupos           | AEK Atenas            | 1–1, 2–2               |
| 2006–07   | UEFA Champions League         | Fase de grupos           | Milan                 | 0–1, 1–4               |
| 2007–08   | UEFA Champions League         | Clasificatoria 3         | Fenerbahçe            | 0–1, 0–2               |
| 2007–08   | Copa de la UEFA               | Primera Ronda            | Rapid Viena           | 1–1, 1–0               |
| 2007–08   | Copa de la UEFA               | Fase de grupos           | Hapoel Tel Aviv       | 2–0                    |
| 2007–08   | Copa de la UEFA               | Fase de grupos           | Aalborg BK            | 1–1                    |
| 2007–08   | Copa de la UEFA               | Fase de grupos           | Tottenham Hotspur     | 1–1                    |
| 2007–08   | Copa de la UEFA               | Fase de grupos           | Getafe                | 1–2                    |
| 2007–08   | Copa de la UEFA               | Tercera Ronda            | Girondins de Bordeaux | 2–1, 1–1               |
| 2007–08   | Copa de la UEFA               | Octavos de final         | Bayern Múnich         | 0–5, 2–1               |
| 2008–09   | UEFA Champions League         | Clasificatoria 2         | BATE Borisov          | 1–2, 2–2               |
| 2009–10   | UEFA Champions League         | Clasificatoria 3         | Sivasspor             | 5–0, 1–3               |
| 2009–10   | UEFA Champions League         | Clasificatoria 4         | Olympique de Lyon     | 1–5, 1–3               |
| 2009–10   | UEFA Europa League            | Fase de grupos           | Ajax Ámsterdam        | 1–1, 3–1               |
| 2009–10   | UEFA Europa League            | Fase de grupos           | Dinamo Zagreb         | 2–0, 0–1               |
| 2009–10   | UEFA Europa League            | Fase de grupos           | FC Timişoara          | 0–0, 3–1               |
| 2009–10   | UEFA Europa League            | Segunda Ronda            | Athletic Club         | 1–1, 4–0               |
| 2009–10   | UEFA Europa League            | Octavos de final         | Hamburgo              | 1–3, 4–3               |
| 2010–11   | UEFA Champions League         | Clasificatoria 3         | The New Saints        | 3–1, 3–0               |
| 2010–11   | UEFA Champions League         | Ronda de Play-Off        | Partizan Belgrado     | 2–2, 2–2 (2–3 p.)      |
| 2010–11   | UEFA Europa League            | Fase de grupos           | Zenit San Petersburgo | 1–3, 1–3               |
| 2010–11   | UEFA Europa League            | Fase de grupos           | AEK Atenas            | 3–0, 1–1               |
| 2010–11   | UEFA Europa League            | Fase de grupos           | Hajduk Split          | 0–1, 2–0               |
| 2010–11   | UEFA Europa League            | Segunda Ronda            | Ajax Ámsterdam        | 0–3, 0–2               |
| 2011–12   | UEFA Europa League            | Ronda de Play-Off        | Bursaspor             | 2–1, 2–2               |
| 2011–12   | UEFA Europa League            | Fase de grupos           | AEK Atenas            | 4–1, 2–1               |
| 2011–12   | UEFA Europa League            | Fase de grupos           | Lokomotiv Moscú       | 2–0, 5–3               |
| 2011–12   | UEFA Europa League            | Fase de grupos           | Sturm Graz            | 2–0, 3–0               |
| 2011–12   | UEFA Europa League            | Segunda Ronda            | AZ Alkmaar            | 0–1, 0–1               |
| 2012–13   | UEFA Champions League         | Clasificatoria 3         | Ekranas               | 5–0, 6–0               |
| 2012–13   | UEFA Champions League         | Ronda de Play-Off        | AEL Limassol          | 1–2, 2–0               |
| 2012–13   | UEFA Champions League         | Fase de grupos           | Milan                 | 0–0, 1–3               |
| 2012–13   | UEFA Champions League         | Fase de grupos           | Málaga                | 0–3, 2–2               |
| 2012–13   | UEFA Champions League         | Fase de grupos           | Zenit San Petersburgo | 0–1, 1–0               |
| 2013–14   | UEFA Champions League         | Fase de grupos           | Benfica               | 0-2, 2-3               |
| 2013–14   | UEFA Champions League         | Fase de grupos           | Olympiacos            | 0-3, 1-3               |
| 2013–14   | UEFA Champions League         | Fase de grupos           | París Saint-Germain   | 0-5, 1-1               |
| 2014–15   | UEFA Champions League         | Grupo D                  | Arsenal               | 1–2, 3–3               |
| 2014–15   | UEFA Champions League         | Grupo D                  | Borussia Dortmund     | 1–3, 1–1               |
| 2014–15   | UEFA Champions League         | Grupo D                  | Galatasaray           | 1–1, 2–0               |
| 2014–15   | UEFA Europa League            | Treintaidosavos de Final | Dinamo Moscú          | 0–0, 1–3               |
| 2015–16   | UEFA Europa League            | Fase de grupos           | Mónaco                | 1–1, 2–0               |
| 2015–16   | UEFA Europa League            | Fase de grupos           | Qarabağ               | 2–1, 0–1               |
| 2015–16   | UEFA Europa League            | Fase de grupos           | Tottenham Hotspur     | 2–1, 1–2               |
| 2015–16   | UEFA Europa League            | Treintaidosavos de Final | Olympiacos            | 1–0, 2–1 <small<(pró.) |
| 2015–16   | UEFA Europa League            | Dieciseisavos de Final   | Shakhtar Donetsk      | 1–3, 0–1               |
| 2016–17   | UEFA Champions League         | Clasificatoria 3         | Rostov                | 0–2, 2–2               |
| 2016–17   | UEFA Europa League            | Ronda de Play-Off        | Slavia Praga          | 3–0, 3–0               |
| 2016–17   | UEFA Europa League            | Fase de grupos           | Saint-Étienne         | 2–3, 1–1               |
| 2016–17   | UEFA Europa League            | Fase de grupos           | Qäbälä                | 3–1, 3–1               |
| 2016–17   | UEFA Europa League            | Fase de grupos           | Mainz 05              | 6–1, 1–1               |
| 2016–17   | UEFA Europa League            | Dieciseisavos de Final   | Zenit San Petersburgo | 2–0, 1–3 (v.)          |
| 2016–17   | UEFA Europa League            | Octavos de final         | APOEL Nicosia         | 1–0, 1–0               |
| 2016–17   | UEFA Europa League            | Cuartos de final         | Manchester United     | 1–1, 1–2 (pró.)        |
| 2017–18   | UEFA Champions League         | Fase de grupos           | Bayern Múnich         | 0–3, 1–2               |
| 2017–18   | UEFA Champions League         | Fase de grupos           | Celtic                | 0–3, 1–0               |
| 2017–18   | UEFA Champions League         | Fase de grupos           | París Saint-Germain   | 0–4, 0–5               |
| 2018–19   | UEFA Europa League            | Fase de grupos           | Spartak Trnava        | 0–1, 0–0               |
| 2018–19   | UEFA Europa League            | Fase de grupos           | Fenerbahçe            | 2–2, 0–2               |
| 2018–19   | UEFA Europa League            | Fase de grupos           | Dinamo Zagreb         | 0–2, 0–0               |
| 2021–22   | UEFA Europa Conference League | Clasificatoria 3         | Laçi                  | 3–0, 2–1               |
| 2021–22   | UEFA Europa Conference League | Ronda de Play-Off        | Vitesse               | 3–3, 1-2               |
| 2022-23   | UEFA Europa Conference League | Clasificatoria 3         | Paide Linnameeskond   | 2-0, 3-0               |
| 2022-23   | UEFA Europa Conference League | Ronda de Play-Off        | Young Boys            | 1-0, 0-1 (pró.)        |
| 2022-23   | UEFA Europa Conference League | Fase de grupos           | West Ham United       | 0-1, 1-2               |
| 2022-23   | UEFA Europa Conference League | Fase de grupos           | FCSB                  | 0-0, 2-2               |
| 2022-23   | UEFA Europa Conference League | Fase de grupos           | Silkeborg IF          | 1-0, 2-0               |
| 2022-23   | UEFA Europa Conference League | Ronda Preliminar         | Ludogorets Razgrad    | 0-1, 2-1 (3–0 p.)      |
| 2022-23   | UEFA Europa Conference League | Octavos de final         | Villarreal            | 1-1, 1-0               |
| 2022-23   | UEFA Europa Conference League | Cuartos de final         | AZ Alkmaar            | 2-0, 0-2 (1–4 p.)      |
| 2024-25   | UEFA Europa League            | Ronda de Play-Off        | Dinamo Minsk          | 1-0, 1-0               |
| 2024-25   | UEFA Europa League            | Fase de Liga             | Ferencváros           | 2-1 (L)                |
| 2024-25   | UEFA Europa League            | Fase de Liga             | Real Sociedad         | 2-1 (V)                |
| 2024-25   | UEFA Europa League            | Fase de Liga             | Ludogorets Razgrad    | 2-0 (L)                |
| 2024-25   | UEFA Europa League            | Fase de Liga             | FK RFS                | 1-1 (V)                |
| 2024-25   | UEFA Europa League            | Fase de Liga             | Porto                 | 2-2 (L)                |
| 2024-25   | UEFA Europa League            | Fase de Liga             | Slavia Praga          | 2-1 (V)                |
| 2024-25   | UEFA Europa League            | Fase de Liga             | Viktoria Pilsen       | 0-2 (V)                |
| 2024-25   | UEFA Europa League            | Fase de Liga             | Hoffenheim            | 3-4 (L)                |
| 2024-25   | UEFA Europa League            | Dieciseisavos de Final   | Fenerbahçe            | 3-0 (V), 2-2 (L)       |
| 2025-26   | UEFA Europa League            | Clasificatoria 2         | Häcken                | 1-0, 1-2 (2–4 p.)      |

## Palmarés

### Torneos nacionales
- Primera División belga (34): 1946–47, 1948–49, 1949–50, 1950–51, 1953–54, 1954–55, 1955–56, 1958–59, 1961–62, 1963–64, 1964– 65, 1965–66, 1966–67, 1967–68, 1971–72, 1973–74, 1980–81, 1984–85, 1985–86, 1986–87, 1990–91, 1992–93, 1993–94, 1994-1995, 1999–00, 2000–01, 2003–04, 2005–06, 2006–07, 2009–10, 2011–12, 2012–13, 2013–14, 2016–17
- Segunda División belga (2): 1923–24, 1934–35
- Copa de Bélgica (9): 1964–65, 1971–72, 1972–73, 1974–75, 1975–76, 1987–88, 1988–89, 1993–94, 2007–08
- Copa de la Liga de Bélgica (3): 1973, 1974, 2000
- Supercopa de Bélgica (13): 1985, 1987, 1993, 1995, 2000, 2001, 2006, 2007, 2010, 2012, 2013, 2014, 2017

### Torneos internacionales
- Copa de la UEFA (1): 1982–83
  - Subcampeón (1): 1983–84
- Recopa de la UEFA (2): 1975–76, 1977–78
  - Subcampeón (2): 1976–77, 1989–90
- Supercopa de la UEFA (2): 1976, 1978
- Copa de Ferias
  - Subcampeón (1): 1969-70

### Torneos amistosos
- Maitines de Brujas  (2): 1985, 1988
- Torneo de Toulon (1): 1967
- Torneo de Ámsterdam (1): 1976